# 内田恒太郎
内田 恒太郎（うちだ つねたろう、1864年（慶應2年）1月1日 - 1936年（昭和11年）2月10日）は、日本の会社役員。大日本麦酒（現サッポロビール）監査役。岡山県岡山市出身であり、族籍は岡山県平民。

## 人物
岡山県上道郡富山村（現：岡山市）の内田武壽の長男として出生する。。1873年、家督を相続する。旧制岡山中学（現：岡山県立岡山朝日高等学校）、旧制横浜商業学校（現：横浜市立大学）を経て、三井物産へ入社する。三井物産横浜支店、山陽倉庫銀行、岡山銀行等に勤務して同郷の先輩馬越恭平の知遇を得て大日本麦酒に入り、以来累進して商務課長、名古屋出張所長及び東京出張所長、取締役、監査役等を歴任する。
妻は赤龍丸事件を起こした鹿児島士族江田（ごうだ）兼親の娘雪（俗名幾子）。東京工業大学教授の長男俊一の妻の父は枢密顧問官の有松英義。三女璋（たま）子の夫は内務官僚の井田完二。岡山県在籍で、住所は東京市麻布区広尾町。